# Rapport Toer
Das Straßenradrennen Rapport Toer war eine Radsportveranstaltung in Südafrika. Es war ein Wettbewerb, der als Etappenrennen ausgetragen wurde.

## Geschichte
Die Rapport Toer wurde 1973 begründet und bis 2000 ausgetragen. Das Rennen hatte 24 Austragungen.

## Palmarès
- 1973  Pierre-Luigi Tagliavini
- 1974  Arthur Metcalfe
- 1975  Fernando Mendes
- 1976  Venceslau Fernandes
- 1977  Robert McIntosh
- 1978  Marco Chagas
- 1979  Alan Dipple
- 1980  Jannie Van Der Berg
- 1981  Robert McIntosh
- 1982  Alan Van Heerden
- 1983  Robert McIntosh
- 1984  Ertjies Bezuidenhout
- 1985  Mark Beneke
- 1986  Robert McIntosh
- 1987  Alan Van Heerden
- 1988  Gary Beneke
- 1989  Laurens Meintjes
- 1990  Willy Engelbrecht
- 1991  Mark Beneke
- 1992 nicht ausgetragen
- 1993  Stephan Gottschling
- 1994  Michael Rich
- 1995  Michael Andersson
- 1996  Scott Mercier
- 1997–1998 nicht ausgetragen
- 1999  Michael Rich
- 2000  Tobias Steinhauser